# Deskó András
Deskó András (oroszul: Андрей Петрович Дешко Deskófalva, 1816 – Szentpétervár, 1874 ősze) orosz államtanácsos, gimnáziumi tanár, író.

## Élete
Apja görögkatolikus lelkész volt; a gimnáziumot Máramarosszigeten és Ungvárt, a két bölcseleti évet Szatmárt és Kassán, a hittudományokat az ungvári papnevelőben végezte. A papi pályához azonban nem volt kedve, azért jogot tanult Pesten. Itt ismerkedett meg az Oroszországba kivándorolt és ott magas állásra felvergődött Balugyánszky Mihállyal, akinek biztatására 1845-ben ő is kiment Oroszországba. 1847-ben a kijevi egyetemen kiállván a szigorlatokat, állami tanári pályára lépett és előbb Kamenec-Podolszkban, később a Volgánál Szimbirszkben, majd Pszkovban oktatta a gimnáziumi ifjúságot. Az utóbbi városban mint a nemes ifjak nevelőintézetének felügyelője s könyvbiráló nyugalmaztatott. Ezután Szentpétervárra költözött. Buzgó szolgálatai elismeréséül orosz birodalmi nemességet, államtanácsosi címet és a Szaniszló lovagrend keresztjét nyerte.
Még mint ungvári papnövendék írt egy színdarabot ily címmel: 
A munkácsi vár égése, vagy az új tőr.
A kárpáti oroszokról irt műve 1847-ben jelent meg nyomtatásban.
Szimbirszkben alkalma volt a csuvas és cseremisz nyelvekkel megismerkedni és kiadta az első magyar nyelvtant orosz nyelven: 
Vengerskaja grammatika. Szentpétervár, 1855. (Ism. Nemzet 1888. 54–56. sz. Ebben a csuvas és cseremisz nyelvvel összehasonlítja a magyart.) 
Halála előtt meglátogatta szülőföldjét; ekkor szerzett tapasztalatait és utazását új hazájában leírta.